# Larerannis filipjevi
Larerannis filipjevi là một loài bướm đêm trong họ Geometridae.